# Dosrius
Dosrius ist eine katalanische Stadt in der Provinz Barcelona im Nordosten Spaniens. Sie liegt in der Comarca Maresme.

## Söhne und Töchter der Stadt
- Olga García (* 1992), Fußballspielerin